# Maria Petkovová
Maria Dimitrova Petkovová rozená Vergovová; (* 3. listopadu 1950 Plovdiv) je bulharská atletka v hodu diskem. V roce 1976 získala olympijskou stříbrnou medaili za Evelin Schlaakovou, postavení, v roce 1980 opět za Evelin Schlaakovou. V roce 1982 získala stříbrnou medaili na mistrovství Evropy za krajankou Cvetanka Christovou, která je o dvanáct let mladší. O rok později v roce 1983 získala bronzovou medaili na prvním mistrovství světa v atletice.